# Jacques Cazotte
Jacques Cazotte (n. 7 octombrie 1719 - d. 25 septembrie 1792) a fost un scriitor francez.
A fost adept al martinismului (curent mistic în cadrul iluminismului).
Moare executat în timpul Revoluției franceze.

## Opera
- 1772: Diavolul îndrăgostit ("Le diable amoureux");
- 1741: Laba pisicii ("La patte du chat");
- 1742: O mie și una de nerozii ("Les mille et une fadaises");
- 1763: Olivier ("Olivier").

Scrierile sale au influențat romantismul francez de mai târziu.